# Popowia cuspidata
Popowia cuspidata là một loài thực vật thuộc họ Annonaceae. Đây là loài bản địa đảo Java, Indonesia.